# Карлос Винисиус Сантос де Жезус
Ка́рлос Вини́сиус Са́нтос де Жезу́с (порт.-браз. Carlos Vinícius Santos de Jesus более известный, как Карли́ньос порт.-браз. Carlinhos; род. 22 июня 1994 года в Камакане, Бразилия) — бразильский футболист, вингер клуба «Портимоненсе».

## Клубная карьера
Карлиньос — воспитанник клуба «Деспортиво Бразил». Летом 2012 года его арендовал немецкий «Байер 04». 8 ноября в матче Лиги Европы против венского «Рапида» он дебютировал за основной состав. В начале 2013 года Карлиньос на правах аренды перешёл в «Ян». 3 февраля в матче против «Герты» он дебютировал во Второй Бундеслиге. 24 февраля в поединке против «Энерги» Карлиньос забил свой первый гол за «Ян». В начале 2014 года он был продан в «Интернасьонал», но не сыграл за клуб ни минуты. В начале 2015 года Карлиньос бесплатно перешёл в «Атлетико Монте Ажул» и сразу же был отдан в аренду в «Ред Булл Бразил». 6 марта в матче Лиги Паулиста против «Ошашку Аудакс» он дебютировал за новый клуб.
Летом 2015 года Карлиньос на правах аренды перешёл в швейцарский «Арау». 25 июля в матче против «Виля» он дебютировал в Челлендж-лиге. 31 августа в поединке против «Ксамакса» Жезус забил свой первый гол за «Арау».
Летом 2016 года Карлиньос на правах аренды присоединился к «Туну». 31 июля в матче против «Лозанны» он дебютировал в швейцарской Суперлиге. В начале 2017 года Карлиньос перешёл в португальский «Эшторил-Прая». 6 марта в матче против «Риу Аве» он дебютировал в Сангриш лиге. 14 апреля в поединке против «Белененсиш» Жезус забил свой первый гол за «Эшторил-Прая».
Летом 2017 года Карлиньос подписал контракт с льежским «Стандардом». 27 августа в матче против «Брюгге» он дебютировал в Жюпиле лиге. 3 марта 2018 года в поединке «Мехелена» Карлиньос забил свой первый гол за «Стандард». В своём дебютном сезоне он выиграл Кубок Бельгии.

## Достижения
Командные
 «Стандард» (Льеж)
- Обладатель Кубка Бельгии — 2018